# Commissario federale per gli archivi della Stasi
Il Commissario federale per gli archivi del servizio di sicurezza statale dell'ex Repubblica Democratica Tedesca (in tedesco: Der Bundesbeauftragte für die Unterlagen des Staatssicherheitsdienstes der ehemaligen Deutschen Demokratischen Republik, BStU  ), noto anche come autorità Gauck, Birthler o Jahn o abbreviato in Commissario federale per gli archivi della Stasi (in tedesco: Der Bundesbeauftragte für die Stasi-Unterlagen), è un'autorità federale superiore tedesca che preserva e protegge gli archivi e investiga sulle azioni pregresse dell'ex Stasi, la polizia segreta e organizzazione di intelligence dell'ex Germania Est.
L'autorità è sotto il controllo del sottosegretario federale alla cultura.
Al 2012 impiegava 1 708 dipendenti.
L'autorità è membro fondatore dell'organizzazione della Piattaforma per la coscienza e memoria europea.

## Commissari federali
L'autorità è diretta da un commissario federale, eletto dal Bundestag. A partire dal 1990, le seguenti persone sono state nominate commissari federali:
- Joachim Gauck (1990–2000)
- Marianne Birthler (2000–2011)
- Roland Jahn (2011–2021)